# Rueckbeilia
Genre
Rueckbeilia est un genre de lépidoptères (papillons) asiatiques de la famille des Lycaenidae et de la sous-famille des Polyommatinae.

## Systématique et phylogénie
Le genre Rueckbeilia a été décrit par Talavera, Lukhtanov, Pierce & Vila en 2013, avec pour espèce type Lycaena fergana Staudinger, 1881,. 
Cette description découle d'une étude de phylogénétique moléculaire qui montre que l'espèce L. fergana, qui était traditionnellement placée dans le genre Vacciniina d'espèce-type Vacciniina optilete sur des critères de ressemblance morphologique, n'est en réalité pas étroitement apparentée à V. optilete. La lignée de L. fergana aurait divergé il y a environ 6,9 millions d'années de celle d'un clade comprenant un grand nombre de genres de la tribu des Polyommatini, ce qui requiert de créer pour elle un nouveau genre, appelé Rueckbeilia. En plus de Rueckbeilia fergana, le taxon Rueckbeilia rosei, non encore séquencé, est provisoirement placé dans le même genre.

## Liste des espèces
Selon FUNET Tree of Life (18 octobre 2020) et Talavera et al., 2013 :
- Rueckbeilia fergana (Staudinger, 1881) — Asie centrale : Altaï, Iran, Afghanistan, Pakistan.
- Rueckbeilia rosei (Eckweiler, 1989) — Kurdistan.

### Publication originale
- (en) Gerard Talavera, Vladimir A. Lukhtanov, Naomi E. Pierce et Roger Vila, « Establishing criteria for higher-level classification using molecular data: the systematics of Polyommatus blue butterflies (Lepidoptera, Lycaenidae) », Cladistics, Londres, Wiley-Blackwell, vol. 29, no 2,‎ avril 2013, p. 166-192 (ISSN 0748-3007 et 1096-0031, OCLC 612102944, DOI 10.1111/J.1096-0031.2012.00421.X, lire en ligne).